# جنیوولتا
جنیوولتا (به ایتالیایی: Genivolta) یک کومونه در ایتالیا است که در استان کریمونا واقع شده‌است.
 جنیوولتا ۱۸٫۷ کیلومتر مربع مساحت و ۱٬۱۸۲ نفر جمعیت دارد و ۷۰ متر بالاتر از سطح دریا واقع شده‌است.